# Il Cartaginese

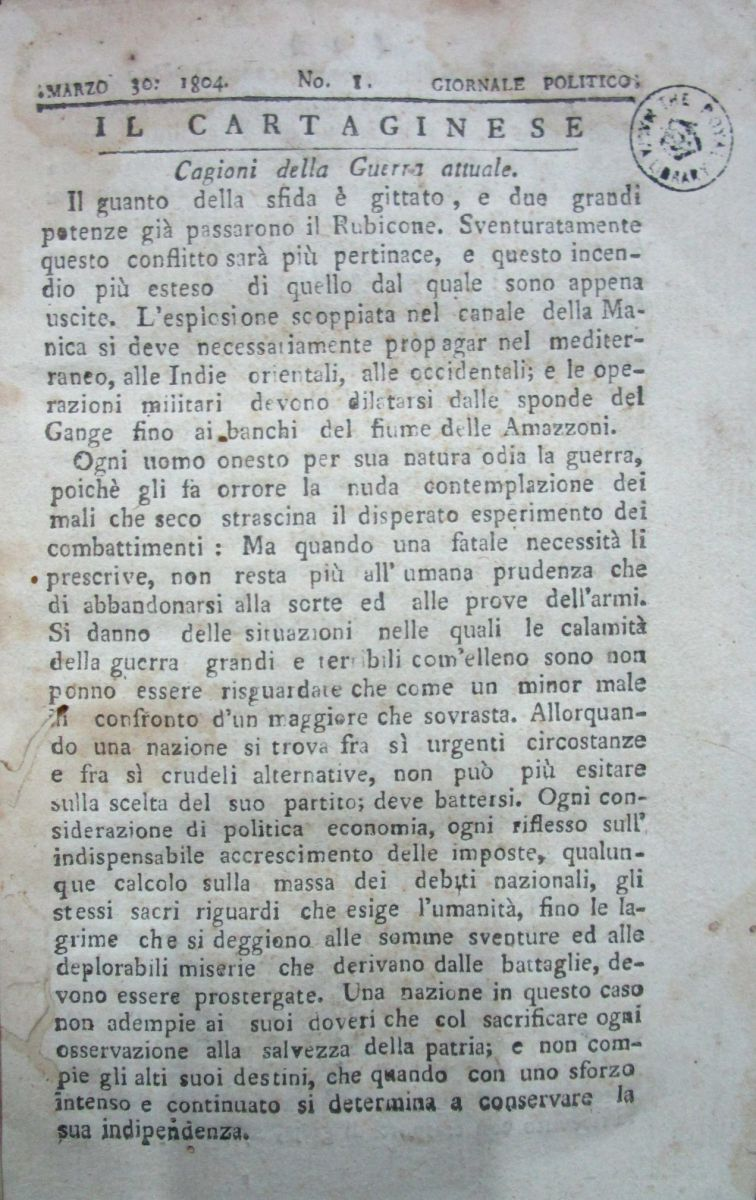
Pierwszy numer Il Cartaginese datowany 30 marca 1804

Il Cartaginese – gazeta publikowana w brytyjskim Protektoracie Malty w latach 1804–1805. W momencie wydawania był to jedyny periodyk na Malcie. Poprzednikiem „Il Cartaginese” było „L’Argo” wydawane w 1804, zaś jego następcą „Giornale di Malta”, publikowany od 1812 do 1813.
Gazeta była redagowana przez Vittorio Barzoniego i Gavino Bonavitę i skupiała się na wiadomościach z zagranicy. Jej publikacja była kontrolowana przez rząd i zawierała antyfrancuską propagandę. Gazeta miała zwykle osiem stron i czasami zawierała dodatek. W sumie wydano 15 numerów, każdy w nakładzie od 400 do 1000 egzemplarzy. Gazeta nie odniosła sukcesu, prawdopodobnie ze względu na niski poziom alfabetyzacji społeczeństwa.
Egzemplarze czasopisma są obecnie przechowywane w Bibliotece Narodowej Malty.